# À la rencontre de Forrester
Pour plus de détails, voir Fiche technique et Distribution.
À la rencontre de Forrester (Finding Forrester) est un film américain de Gus Van Sant réalisé en 2000.

## Synopsis
Jamal Wallace est un jeune homme afro-américain prometteur qui vit dans le Bronx entre parties de basket-ball et œuvres littéraires. Sa vie bascule lorsque, à la suite d'un pari, il entre dans l'appartement de William Forrester, auteur du roman du siècle Avalon Landing couronné du prix Pulitzer. L'écrivain a cessé d'écrire après ce premier roman.
À partir de là, une véritable relation d'amitié va lier Jamal et William, qui va aider le jeune Jamal à affiner son écriture, ce dernier redonnant goût à la vie à William, qui était devenu très solitaire au fil des années.

## Fiche technique
- Titre original : Finding Forrester
- Réalisation : Gus Van Sant
- Scénario : Mike Rich
- Décors : Jane Musky
- Photographie : Harris Savides
- Montage : Valdís Óskarsdóttir
- Musique : Terence Blanchard
- Producteur : Sean Connery, Laurence Mark (en) et Rhonda Tollefson
- Studio Production/Distribution : Columbia Pictures Corporation / Columbia TriStar Films
- Budget : 43 000 000 $[1]
- Pays de production :  États-Unis
- Format image/son : 2,35:1 / Panavision Cameras and Lenses / 35 mm (Fuji F-CP 3519) - Dolby Digital | DTS | SDDS (8 canaux)
- Genre : drame
- Durée : 136 minutes
- Dates de sortie : 
  - 12 janvier 2001 États-Unis
  - 18 avril 2001 France

## Distribution
- Sean Connery (VF : Bernard Dhéran) : William Forrester
- Rob Brown (VF : Maël Davan-Soulas) : Jamal Wallace
- F. Murray Abraham (VF : Michel Favory) : Professeur Robert Crawford
- Anna Paquin (VF : Mélanie Laurent) : Claire Spence
- Busta Rhymes (VF : Lucien Jean-Baptiste) : Terrell Wallace
- April Grace (VF : Catherine Amaizo) : Mme Joyce
- Michael Pitt (VF : Alexis Pivot) : John Coleridge
- Michael Nouri (VF : Hervé Jolly) : Docteur Spence
- Richard Easton (VF : Michel Paulin) : Professeur Matthews
- Glenn Fitzgerald (VF : François Huin) : Massie
- Lil' Zane (VF : Damien Ferrette) : Damon
- Stephanie Berry (VF : Félicité Wouassi) : Janice
- Fly Williams (III) (VF : Cédric Dumond) : Fly
- Damany Mathis (VF : Emmanuel Garijo) : Kenzo
- Matt Malloy (VF : Jean-Pol Brissart) : David Bradley
- Damien Lee (VF : Edson Sidonie) : Clay
- Tom Kearns (VF : Jean-Claude Robbe) : l'entraîneur Garrick
- Matt Damon (VF : Alexis Victor) : l'avocat (apparition à la fin du film)

Source et légende : version française (VF) sur Voxofilm

## Tournage
Lieux de tournage :
- New York City, New York, USA
- Regis High School - 55 East 84th Street, Manhattan, New York City, New York, USA
- Toronto, Ontario, Canada
- General Theological Seminary, Manhattan, New York City, New York, USA
- Felt Forum, Madison Square Garden - 4 Pennsylvania Plaza, Manhattan, New York City, New York, USA
- Copps Coliseum, Hamilton, Ontario, Canada

## Accueil
Le film a connu un certain succès commercial, rapportant environ 80 049 000 $ au box-office mondial, dont 51 804 000 $ en Amérique du Nord, pour un budget de 43 000 000 $. En France, il a réalisé 605 827 entrées.
Il a reçu un accueil critique favorable, recueillant 73 % de critiques positives avec une note moyenne de 6,5/10 et sur la base de 124 critiques collectées sur le site agrégateur de critiques Rotten Tomatoes. Sur Metacritic, il obtient un score de 62/100 sur la base de 27 critiques collectées.

## Autour du film
- Le personnage de William Forrester, vieil écrivain solitaire et bourru, qui s'est retiré du monde après avoir publié un unique chef-d'œuvre, est fortement inspiré de la figure de J. D. Salinger – auteur du roman-culte L'Attrape-Cœurs.
- La citation « You're the man now, dog ! » par Sean Connery (traduite en version française par « C'est toi le patron, maintenant ! ») est devenue célèbre sur Internet, et a donné lieu aux YTMND (initiales de la citation), des pages dont on entend répétitivement le même son et/ou le papier peint est une seule image répétée, parfois animée, avec une inscription en grosses lettres.
- Dans le film, William Forrester est passionné d’ornithologie. Il peut s'agir d'une possible référence à l'ornithologue James Bond dont le nom inspira à Ian Fleming celui du célèbre espion qui a révélé Sean Connery au grand public.
- À noter que la figure de l'écrivain amateur de sport, barbu et porteur d'une casquette (image visible lors de la scène au stade) évoque l'écrivain américain Ernest Hemingway (1899-1961), lui-même lauréat du prix Pulitzer en 1953 pour son roman Le Vieil Homme et la Mer.
- Sean Connery retrouve dans ce film son partenaire du Nom de la rose, F. Murray Abraham.
- Dans le film, Sean Connery est doublé en français par le comédien Bernard Dhéran qui succède à Jean-Claude Michel, décédé deux ans plus tôt. Dhéran avait déjà doublé une première fois l'acteur écossais dans La Grande Attaque du train d'or (1979).

## Bande originale
1. "Recollections" (Billy Cobham, Chick Corea, Miles Davis, Jack DeJohnette, Dave Holland, John McLaughlin, Wayne Shorter, Joe Zawinul)
2. "Little Church" (Chick Corea, Miles Davis, Jack DeJohnette, Steve Grossman, Herbie Hancock, Dave Holland, Keith Jarrett, John McLaughlin)
3. "Black Satin" (David Creamer, Miles Davis, Jack DeJohnette, Herbie Hancock, James Mtume, Badal Roy, Collin Walcott)
4. "Under a Golden Sky" (Bill Frisell)
5. "Happy House" (Ed Blackwell, Bobby Bradford, Don Cherry, Ornette Coleman, Charlie Haden, Billy Higgins, Dewey Redman)
6. "Over the Rainbow (Photo Book)" (Bill Frisell)
7. "Lonely Fire" [Excerpt] (Chick Corea, Miles Davis, Dave Holland, Bennie Maupin, John McLaughlin, Wayne Shorter, Joe Zawinul)
8. "Over the Rainbow/What a Wonderful World" (Israel Kamakawiwo'ole)
9. "Vonetta" (Ron Carter, Miles Davis, Herbie Hancock, Wayne Shorter, Tony Williams)
10. "Coffaro's Theme" (Curtis Fowlkes, Bill Frisell, Eyvind Kang, Ron Miles)
11. "Foreigner in a Free Land" (Ornette Coleman, The London Symphony Orchestra, David Measham)
12. "Beautiful E." (Joey Baron, Kermit Driscoll, Bill Frisell, Hank Roberts)
13. "In a Silent Way [DJ Cam Remix]" (Miles Davis)

La bande originale du film utilise à trois reprises (deux fois dans la dernière partie du film - lorsque Forrester est à vélo - et à la fin du générique) la courte composition "Gassenhauer" extraite du Orff-Schulwerk de Carl Orff.